# Montagne di San Jacinto
Le montagne di San Jacinto (San Jacinto Mountains in inglese) sono una catena montuosa nella contea di Riverside, a est di Los Angeles, nel sud della California, negli Stati Uniti. Le montagne prendono il nome da uno dei primi Black Friars Saint Hyacinth (San Jacinto in spagnolo), che è patrono popolare in America Latina.

## Geografia
La catena si estende per quasi 50 km dalle montagne di San Bernardino alle montagne di Santa Rosa. Le montagne di San Jacinto sono la più settentrionale delle catene mountuose peninsulari che si estendono per 1 500 km dalla California meridionale fino alla punta meridionale della penisola della Bassa California.  Il picco più alto dell'intervallo è il monte San Jacinto (3 302 m s.l.m.).
Sul versante orientale delle montagne di San Jacinto si trova la valle di Coachella dove sorgono le città di Palm Springs e Rancho Mirage. Sul versante occidentale sorge la cittadina di Idyllwild-Pine Cove.

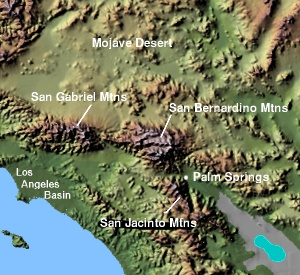

Quasi tutta la catena montuosa fa parte del Parco Nazionale Santa Rosa e San Jacinto Mountains creato nel 2000. Parte del fianco orientale della catena rientra nella riserva indiana di Agua Caliente.

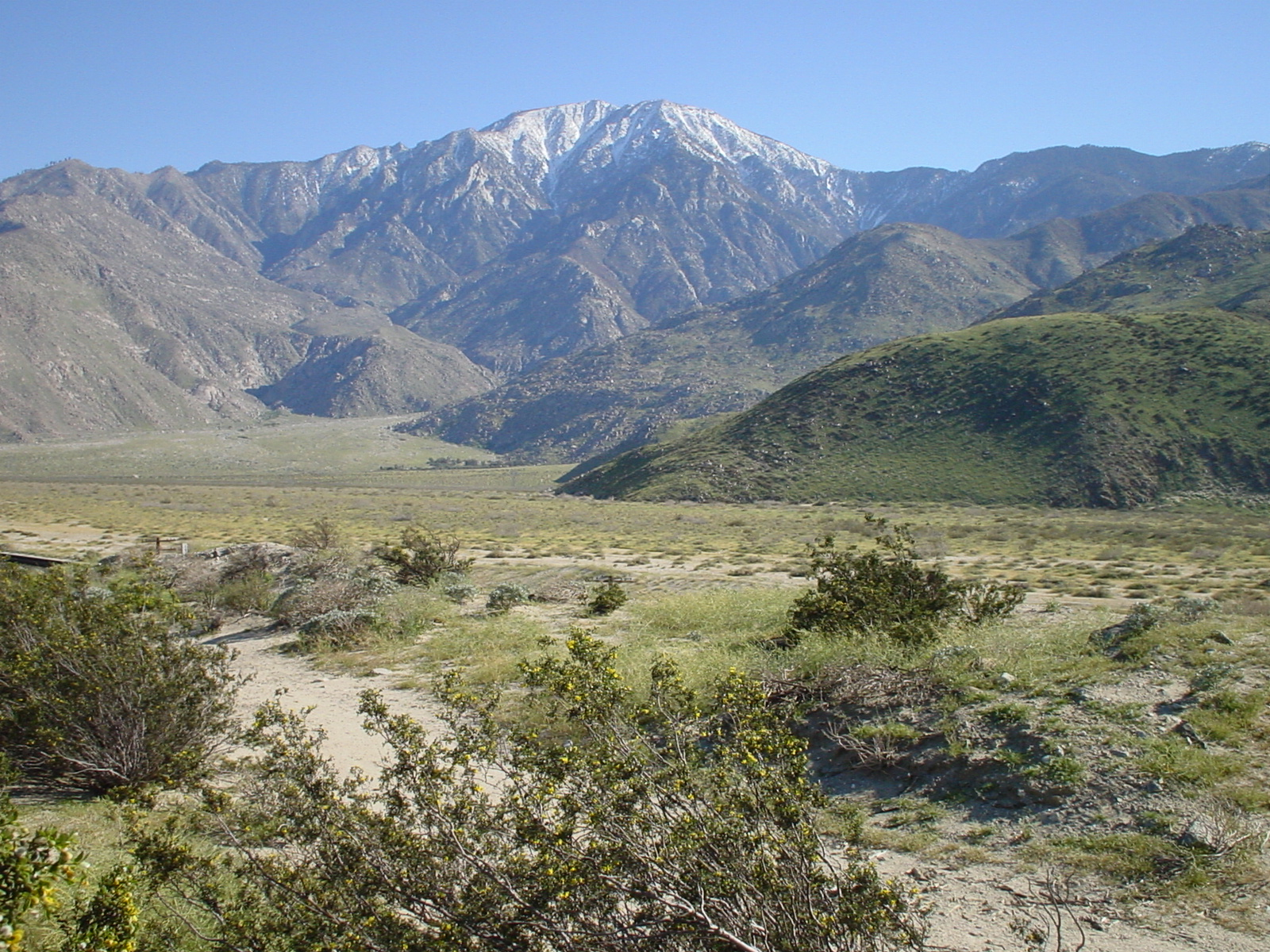

### Geologia
La catena mountuosa è prevalentemente di roccia granitica del periodo mesozoico, sollevatasi per la scompresisone fra la faglia di San Jacinto a ovest e il sistema della faglia di San Andrea a est. L'altezza e la pendenza della catena indicano che la faglia di San Jacinto e la faglia di San Andrea sono molto attive e capaci di produrre terremoti di notevole entità.

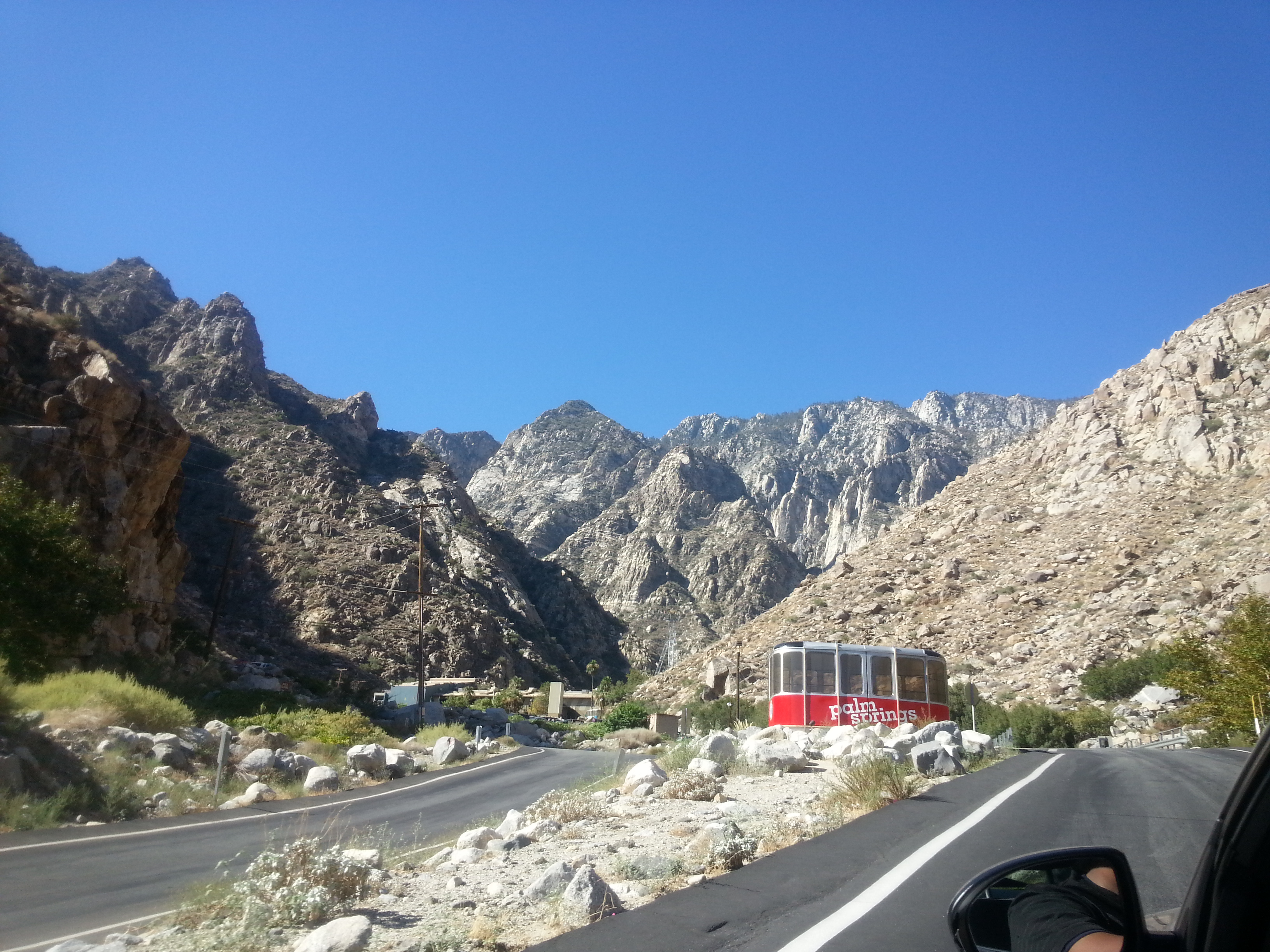

### Clima
Le montagne di San Jacinto sono un'area umida nel mezzo del deserto e semideserto che le circonda. Le precipitazione annuali variano dai 381 millimetri (alla base occidentale) fino a 762 sopra i 1 600 metri di quota (la cittadina di Idyllwild ha in media 664 millimetri di pioggia all'anno). Il lato costiero (quello occidentale) riceve più precipitazioni rispetto al lato orientale (quello verso la zona desertica). La maggior parte delle precipitazioni avvengono in novembre e marzo, con una concentrazione di temporali durante l'estate tra luglio e settembre.
La neve cade regolarmente, nella stagione invernale, al di sopra dei 1 200 metri di quota. Oltre i 2 400 metri, la coltre nevosa posatasi nell'inverno, perdura fino a giugno. Sulle creste più alte (e nelle zone d'ombra anche a quote più basse), ci possono essere chiazze di neve che resistono per l'intero anno.

## Ambiente

### Flora
La vegetazione che si trova sui versanti delle montagne è fortemente influenzata dall'elevazione e, quindi, dal clima. Vicino al fondovalle, le condizioni sono spesso aride e calde, limitando la tipologia vegetativa alle specie adattate alle condizioni rigide. Salendo, si estendono foreste di quercia nera della California unitamente al pino Coulter. Continuando a salire di quota, le foreste passano al pino Ponderosa, pino Jeffrey, pino Lodgepole, cedro incenso, abete del Colorado (Abies concolor), abete rosso della California (Abies magnifica) e quercia decidua. 

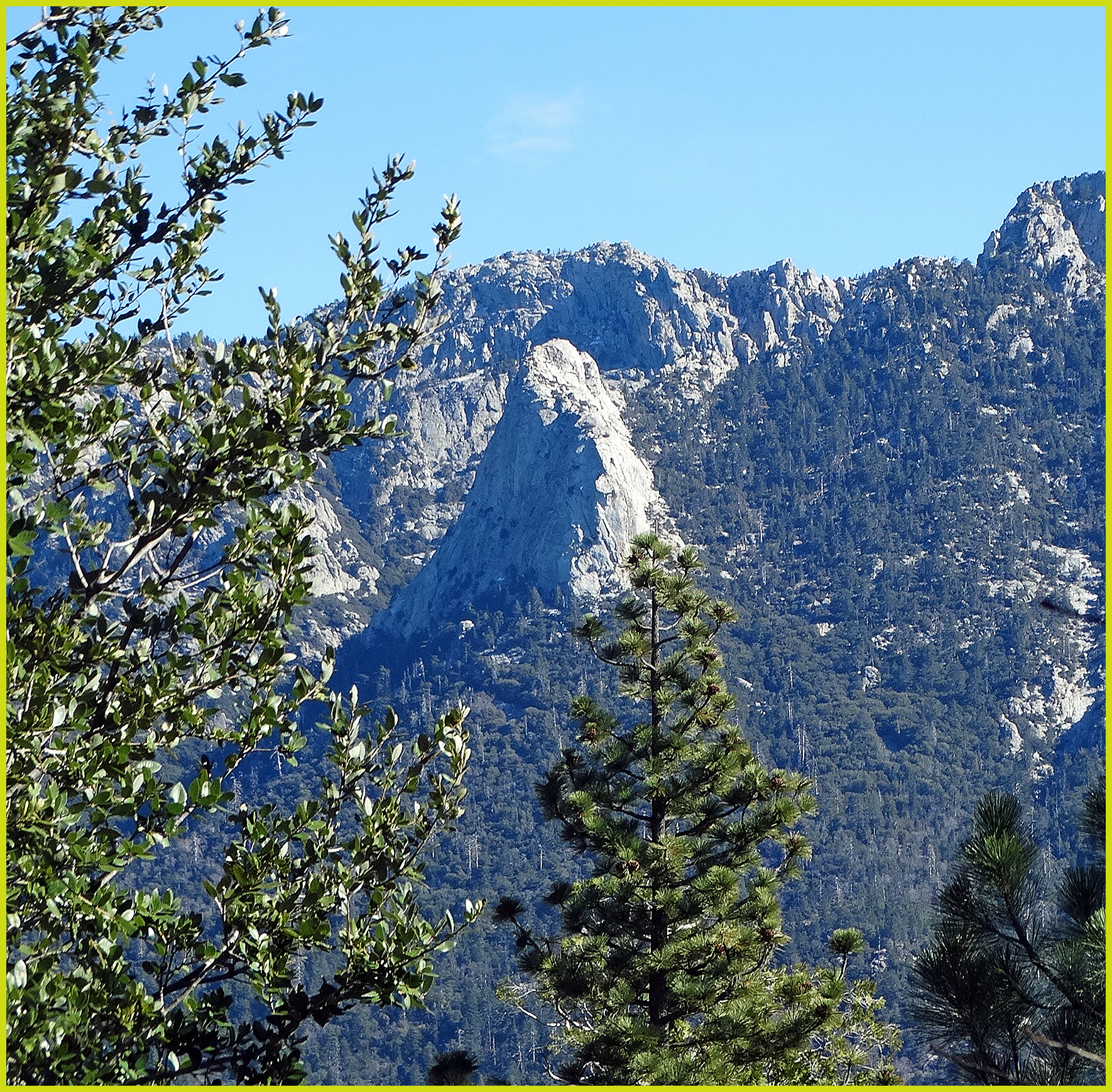

Le montagne ospitano, sul versante ad ovest, un piccolo bosco di 150 sequoie giganti sul versante nord-est. Le sequoie (originarie delle montagne della Sierra Nevada e piantate dagli US Forest Service negli anni '70) sembrano godere di buona salute e si stanno riproducendo.

### Fauna
Sui fianchi rocciosi delle montagne si possono veder volare i falchi con la coda rossa, i falchi di Cooper e le aquile reali. Gli scoiattoli grigi della California e gli scoiattoli grigi occidentali della California sono abbondanti nelle foresta. Fra gli alti pini vivono gli schiaccianoci di Clark, i corvi comuni, i flicker nordici e i picchi bianchi, la ghiandaia di Steller, il junco dagli occhi scuri e il picchio muratore pigmeo.
Fra i mammiferi più grandi, ci sono i coyote, i cervi, le linci rosse e leoni di montagna (quest'ultimi in numero molto contenuto).

## Trasporti
Le montagne sono attraversate dalla California State Route 243 (conosciuta anche come Banning-Idyllwild Panoramic Highway) che s'inerpica sulle montagne con un tortuoso percorso di 40 Km fino alla città di Idyllwild-Pine Cove, quasi nel cuore della catena montuosa. Da qui parte la California State Route 74 (conosciuta anche come Palms to Pines Scenic Byway o Pines to Palms Highway) che, con un percorso di circa 56 Km, raggiunge la città di Hemet lasciando le montagne.